# Vincent Aind
Mons. Vincent Aind (* 30. ledna 1955, Kalchini) je indický římskokatolický duchovní a arcibiskup Ráňčí.

## Život
Narodil se 30. ledna 1955 v Kalchini.
Studoval ekonomiku na St. Joseph’s College v Dárdžilingu a poté filosofii v Morning Star Regional Seminary v Barrackpore a teologii v St. Joseph’s Seminary v Mangalore. Dne 30. dubna 1984 byl vysvěcen na kněze a inkardinován do diecéze Jalpaiguri. Na Jnana Deepa Institute of Philosophy and Theology získal magisterský titul z anglické literatury, bakalářský titul z ekonomie a licenciát z filosofie.
Po vysvěcení byl farním vikářem v Damanpuru. Roku 1987 se stal profesorem filosofie v Morning Star Regional Seminary. V letech 1996-1999 pobýval v Římě, kde studoval na Papežské univerzitě Gregoriana. Zde získal doktorát z filosofie. Po návratu do své rodné země se stal spirituálem, rektorem a ředitelem Morning Star Regional Seminary.
Roku 2005 byl jmenován farářem farnosti svaté Lucie v Jyoti Ashram. Od roku 2997 byl profesorem a děkanem fakulty filosofie Morning Star Regional Seminary. Ve stejném čase se stal ředitelem Morning Star College. Dále působil jako diecézní poradce, člen finanční rady diecéze Jalpaiguri, regionální sekretář komise pro řeholní klérus a seminaristy, sekretář Regionální biskupské konference Západního Bengálská.
Dne 7. dubna 2015 jej papež František jmenoval biskupem diecéze Bagdogra. Biskupské svěcení přijal 14. června 2015 z rukou kardinála Telesphora Placida Toppo a spolusvětiteli byli arcibiskup Thomas D'Souza a biskup Clement Tirkey.
Dne 30. prosince 2023 byl převeden do úřadu arcibiskupa Ráňčí.